# Focke Wulf F 19
Pour les articles homonymes, voir F19.
Dimensions
Le Focke Wulf F 19 Ente (« Canard ») est un avion monoplan conçu dans les années 1920 par le constructeur allemand Focke-Wulf.
Wilhelm Focke, frère de Henrich Focke, avait déjà travaillé sur ce type d'aéronef (Entenflugzeug : avion canard) avant la Première Guerre mondiale. En 1925, il reprit l'idée et présenta une proposition au DVL (Deutsche Versuchsanstalt für Luftfahrt : institut allemand de recherche aéronautique) de Berlin-Adlersdorf. 
Il s'agissait d'un monoplan à aile haute désigné F 19. L'empennage conventionnel était dépourvu de gouverne de profondeur, celle-ci étant placée au-dessus de la pointe avant du fuselage. Après des essais en soufflerie effectués à Göppingen, un prototype du F 19 fut réalisé dans les usines Focke-Wulf à Brême. L'ingénieur Georg Wulf fit un premier vol le 2 septembre 1927. Quatorze autres vols d'essai s'ensuivirent mais le 29 septembre, l'appareil décrocha subitement au cours d'un essai en vol monomoteur et Wulf mourut dans l'écrasement. Lorsqu'il apparut que l'accident n'était pas dû au concept aérodynamique révolutionnaire de l'appareil, Focke Wulf reprit les travaux et mit au point la version améliorée F 19 a. Cet appareil (immatriculé D-1960) fit son premier vol vers la fin 1930. Le succès des essais en vol fit que cet avion fut le premier avion canard certifié pour le transport de passagers. Des vols de démonstration suivirent en Allemagne, au Danemark, en Hollande, en Grande-Bretagne et en Belgique. Bien qu'il battit plusieurs records, aucune commande ne fut passée et ce seul exemplaire servit de banc d'essai pour le DVL à Berlin-Adlersdorf jusqu'en 1939.